# Untere Burg Unterbalbach
Die Untere Burg Unterbalbach, auch Burg Balbach und Unteres Schloss Unterbalbach, ist eine abgegangene Wasserburg in Unterbalbach in der Nähe von Lauda-Königshofen im Main-Tauber-Kreis in Baden-Württemberg. Die Bezeichnung Untere Burg entstand zur Abgrenzung von der Oberen Burg Unterbalbach.

## Geschichte
Erst ab dem Jahre 1345 wird der Ort Unterbalbach ausdrücklich genannt. Seit dem Spätmittelalter gab es im kleinen Ort zwei Burganlagen, das obere und das untere Schloss. Letztere war um 1345 hohenlohesches Lehen für Konrad Krumlin von Balbach, bevor es zum Ganerbiat wurde, an dem vor allem die Truchsessen von Baldersheim, die sich auch „von Balbach“ nannten, und die Sützel von Mergentheim beteiligt waren. Die Sützel hatten 1479 die Anteile der Truchsessen übernommen. 1486 erwarb der Würzburger Bischof die Herrschaftsrechte in Unterbalbach und gut 104 Jahre später, 1590, wurden beide Burgen mit dazugehörigen Herrschaftsrechten an den Deutschen Orden verkauft.

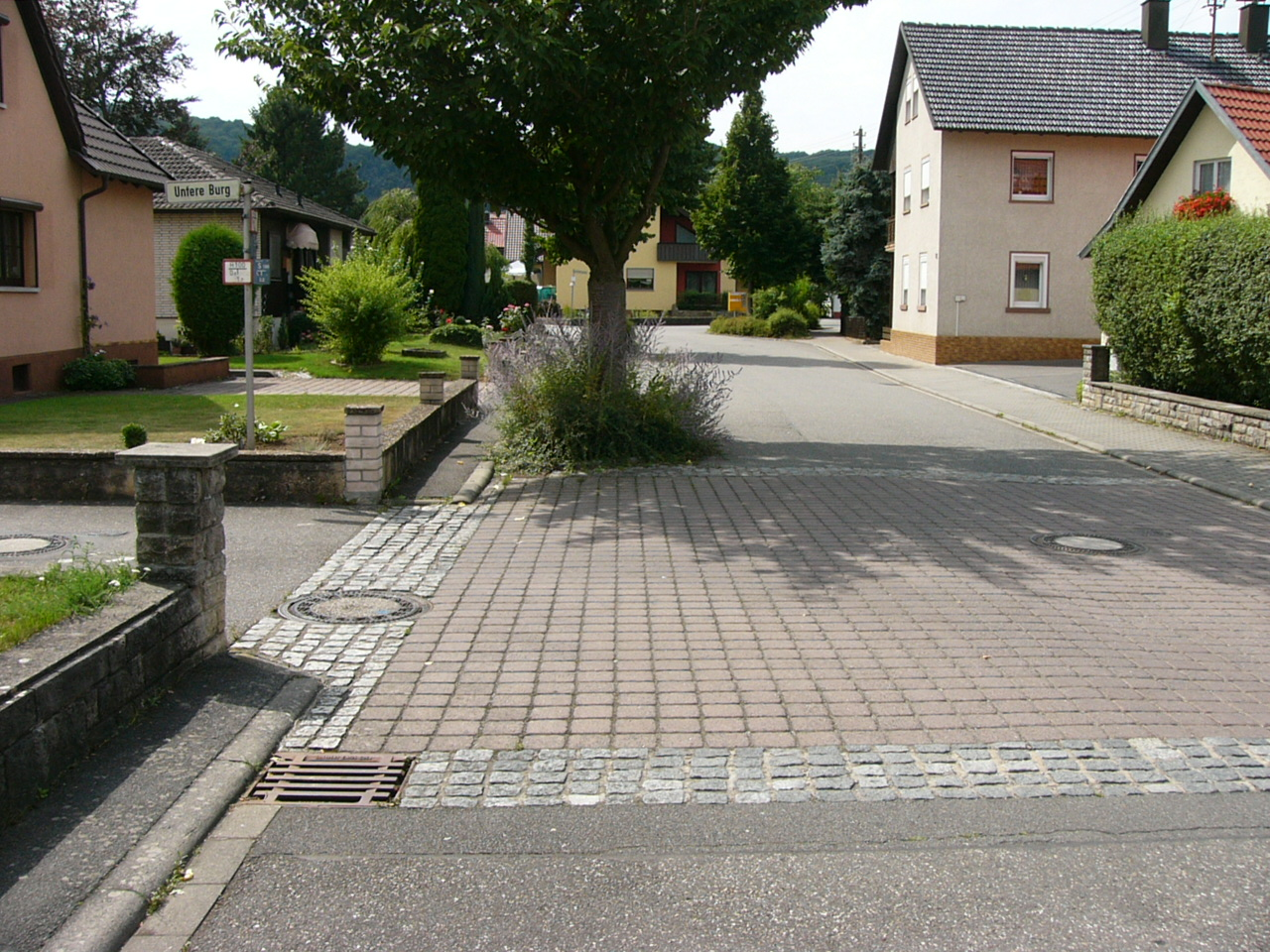
Standort der Wasserburg heute

Heute deutet fast nichts mehr auf die ehemalige Wasserburg hin: Wo früher eine Burg stand, ist heute ein modernes Wohngebiet. Hierfür wurden die Flussläufe kanalisiert, das Gelände wurde angehoben, so dass Geländeunterschiede wie Wälle und Gräben ausgeglichen wurden. An die Burg erinnert die Straßenbezeichnung Untere Burg. In einem der Nachbargebäude soll sich noch ein mittelalterlicher Keller befinden, der zu einem der Versorgungsgebäude der Burg gehört haben könnte.

### Das Schicksalsjahr 1523
Ende des 15. Jahrhunderts war wieder eine Zeit des Umbruchs gekommen. Durch die Abwahl Kaiser Karls IV. und die Wahl Karls V. wurde die Unsicherheit auf den Straßen im Deutschen Reich ungemein verschlimmert. Obwohl 1495 auf dem Reichstag zu Worms ein „ewiglicher Landfrieden“ beschlossen worden war, trug diese Maßnahme nicht zur Schlichtung der Unruhen bei. Schon sieben Jahre früher, 1488, hatten sich fränkische und schwäbische Reichsstände unter der Führung Nürnbergs zum sogenannten Schwäbischen Bund zusammengeschlossen. Das Ziel des Zusammenschlusses war, die Angriffe auf Händler und Reisende durch Zusammenarbeit zu vermindern. 1489 wurde der Bund Reichsexekutive, das heißt ausführende Macht.
In der Mitte des 16. Jahrhunderts entführte der Raubritter Hans Thomas von Absberg Kaufleute auf ihren Handelsreisen und verlangte ein hohes Lösegeld für ihre Freilassung. Auch Rüd Sützel unterstützte ihn bei seiner Fehde. 1523 sandte der Bund seine Truppen aus, um insgesamt 23 „Raubnester“ dem Erdboden gleichzumachen. Die Truppen des Bundes, die aus 10.000 Fußsoldaten und 1000 Reitern bestanden, führten 100 Kanonen und 30 Büchsen als Bewaffnung mit sich, für die sie 900 Zentner Schwarzpulver bei sich hatten. Am 17. Juni erreichten die Truppen die Burg Unterbalbach und sprengten den Besitz des Rüd Sützel, um seine Rückkehr zu verhindern.

## Der Holzschnitt des Hans Wandereisen
Hans Wandereisen hat den Schwäbischen Bund 1523 als Kriegsberichterstatter begleitet und stellt die Anlage folgendermaßen dar: Die Anlage ist in der Bildmitte zu sehen. Von einem Palisadenzaun und einem Wassergraben geschützt beherrscht sie das Bild. Die festen Mauern weisen im unteren Teil nur vereinzelt Fenster auf. Die obere Hälfte ist als Fachwerkbau dargestellt. An der Vorderseite sind drei große Türme auszumachen, von denen einer das innere Burgtor einschließt. Der linke Turm besitzt ein relativ spitzes Dach und an den beiden einsehbaren Seiten je ein Erkertürmchen. Zwischen ihm und dem mittleren Turm befindet sich auf dem Dach ein Dachreiter. Im Hintergrund ist das Dach des Palas zu sehen. Ein Wehrgang umläuft die rechte Burghälfte. Die gesamte Anlage steht bereits in Flammen. In der rechten Bildhälfte sind Teile des Dorfes zu erkennen. Eine Mauer könnte zu einem Haus gehört haben. Im Hintergrund passieren vier Landsknechte gerade eine Brücke. Die Truppen des Bundes bestehen aus gut 40 Reitern links und knapp 30 Landsknechten rechts.